# Kőröshegyi völgyhíd
Kőröshegyi völgyhíd (deutsch Kőröshegyi-Talbrücke) ist eine Autobahnbrücke im Verlauf der ungarischen Autobahn M7 im Komitat Somogy südlich des Balaton zwischen den Ortschaften Zamárdi und Balatonszárszó. Mit einer Gesamtlänge von 1872 m gilt sie als eine der längsten Talbrücken Mitteleuropas und wurde in einer Gesamtbauzeit von 33 Monaten in den Jahren 2004 bis 2007 errichtet.
Die Brücke wird von 16 Pfeilern mit Höhen von 17,7 bis 79,7 m getragen. Das gesamte Bauwerk beinhaltet 120.000 m³ Beton, 750 t Spannstahl und 15.602 t Bewehrungsstahl. Sie wurde vom ungarischen Unternehmen Hidépitö Rt in Kooperation mit dem österreichischen Schalungsunternehmen Doka sowie dem deutschen Spezialausrüster Wacker Neuson in einem Bogen errichtet und benötigt keine Dehnfugen.

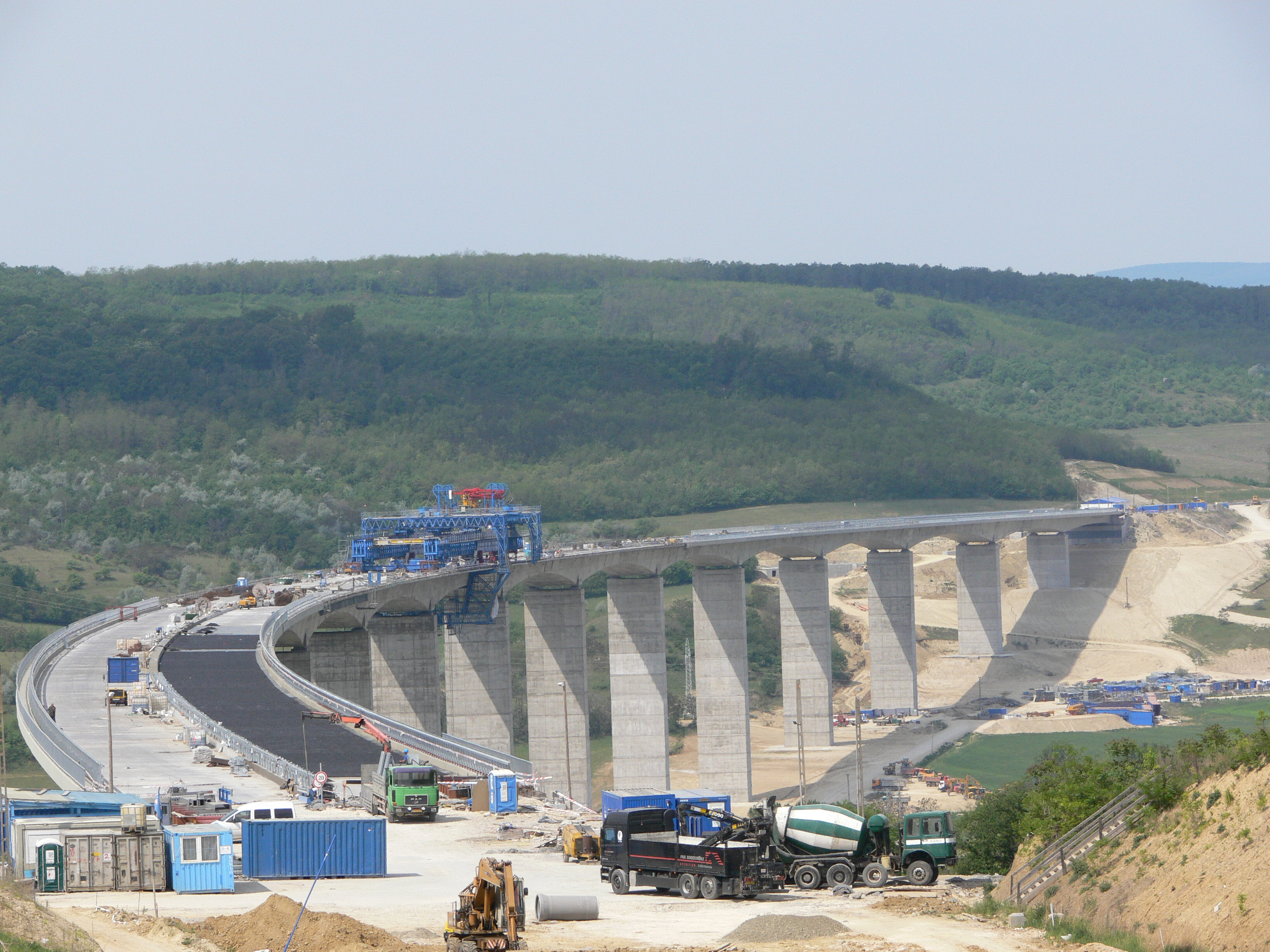
Brücke während der Bauarbeiten
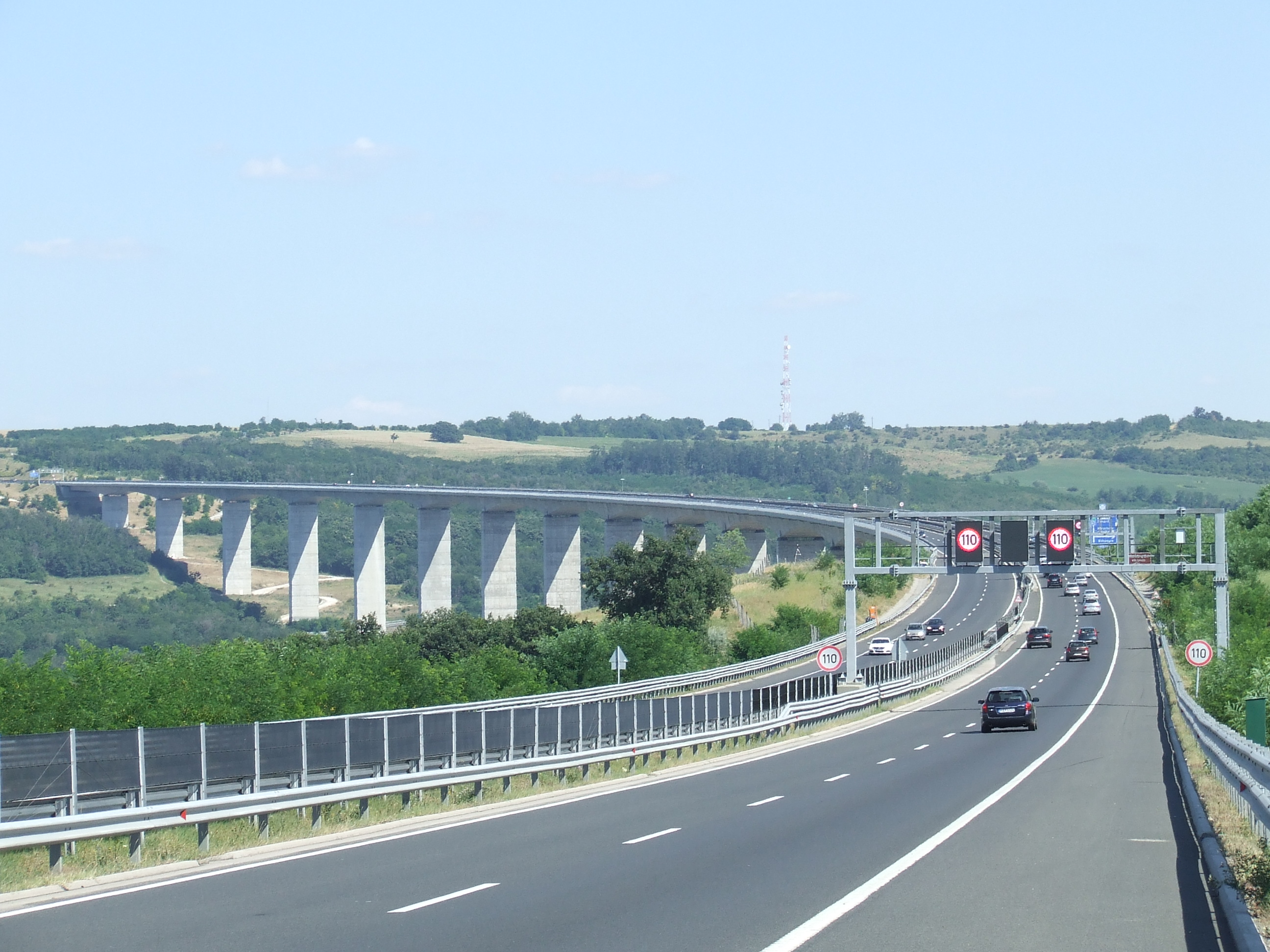
Brücke nach der Fertigstellung